# 1906년 중간 올림픽 조정 남자 1000m 유타페어
1906년 중간 올림픽 조정 남자 1000m 유타페어는 그리스 아테네에서 개최된 1906년 중간 올림픽 조정의 세부 종목이다. 1906년 4월 27일에 제아 만에서 진행되었으며, 5개국에서 24명의 선수가 참가하였다.

## 경기장
| 도시   | 경기장  | 로마자     | 비고    |
| ------ | ------- | ---------- | ------- |
| 아테네 | 제아 만 | Bay of Zea | 전 경기 |

## 경기 결과
| 순위 | 팀                                 | 선수                                              | 국가           | 기록   | 비고 |
| ---- | ---------------------------------- | ------------------------------------------------- | -------------- | ------ | ---- |
| 1    | Bucintoro Venezia                  | 엔리코 브루나 조르조 체사나 에밀리오 폰타넬라     | 이탈리아 (ITA) | 4:23.0 |      |
| 2    | Barion/Bari                        | 루이기 디아나 에밀리오 체사라나 프란체스코 치베라 | 이탈리아 (ITA) | 4:30.0 |      |
| 3    | Société Nautique de la Basse Seine | 가스통 델라플란 마르셀 프레부르 샤를 델라포르     | 프랑스 (FRA)   | 불명   |      |
| 4    | Société Nautique de Bayonne        | 불명                                              | 프랑스 (FRA)   | 불명   |      |
| 5    | Royal Club Nautique de Gand        | 불명                                              | 프랑스 (FRA)   | 불명   |      |
| 불명 | Dansk Idræts Forbund               | 불명                                              | 덴마크 (DEN)   | 불명   |      |
| 불명 | Panhellenios Gymnastikos Syllogos  | 불명                                              | 그리스 (GRE)   | 불명   |      |
| 불명 | Omilos Ereton Peiraios             | 불명                                              | 그리스 (GRE)   | 불명   |      |

## 메달리스트
| 금                                                                 | 은                                                                     | 동                                                               |
| 이탈리아 (ITA) · 엔리코 브루나 · 조르조 체사나 · 에밀리오 폰타넬라 | 이탈리아 (ITA) · 에밀리오 체사라나 · 프란체스코 치베라 · 루이기 디아나 | 프랑스 (FRA) · 가스통 델라플란 · 샤를 델라포르 · 마르셀 프레부르 |

## 참고 자료
- (영어) “Rowing at the 1906 Athina Summer Games: Men's Coxed Pairs (1 kilometres)”. sports-reference.com. 2014년 2월 4일에 원본 문서에서 보존된 문서. 2011년 1월 13일에 확인함.
- (영어) De Wael, Herman. “Herman's Full Olympians: "Rowing 1906".”. 2013년 9월 21일에 원본 문서에서 보존된 문서. 2011년 1월 13일에 확인함.